# Миколай Язловецький-Монастирський
Миколай Язловецький-Монастирський гербу Абданк (пол. Mikołaj Jazłowiecki (Monasterski); бл. 1484 — після 1559) — польський шляхтич, військовик, урядник Королівства Ягеллонів, кам'янецький каштелян.

## Життєпис
Син Яна (Івана) Монастирського і його дружини Барбари з Олеська (дуже ймовірно, з Сененських або Олесницьких — тодішніх власників міста).
У джерелах вперше згаданий 20 березня 1513 як досвідчений воїн — вояк королівської роти, який зрікся опіки над малолітніми родичами. Ймовірно, тоді та пізніше служив у частинах, які обороняли східні кордони Польщі. Брав участь у битві з татарами під Скалою, за що 4 січня 1522 разом з кількома іншими учасниками битви був звільнений від податку у 8 гривень.
У 1542 році був королівським ротмістром на Поділлі. 29 березня 1543 був посідачем «Червоногородського ключа» — міста і замку з належними селами, до викупу яких був уповноважений львівський стольник Олександр Сенявський, який (є дві версії): 1) не скористався цим правом, тому Миколай Монастирський залишився посідачем; 2) викупив їх.
24 серпня 1546 р. як кам'янецький комісар разом з иншими шляхтичами-посадовцями отримав від короля Сигізмунда II Авґуста наказ передати Янові з Кам'янця поселення Нишківці, Панасівці та інші. Посідав уряд кам'янецького каштеляна з 1543 р. (або перед 5 березня 1544).
Початково був власником міста Мартинова і 5 сіл, бл. 1544 набув від белзького воєводи Миколая Сенявского давні родинні маєтки, в тому числі місто і замок Язловець, місто Новосілку і 17 сіл (маєтності перейшли свого часу як посаг до Сенявських). Тому почав підписуватись Язловецький-Монастирський. 14 березня 1544 за згодою короля передав права власності на замок у Червоногроді та належні села синові — Єжи (Юрію) Язловецькому.
1559 отримав привілей переведення села Бариша (в Галицькому старостві) піднесення до статусу міста та магдебурзьке право. Певний час брав податки з Червоногродського староства. 6 серпня 1556 був призначений одним з королівських комісарів для розмежування королівщини Жидачів від приватних сіл. Останні відомості про нього походять від 30 січня 1559.

### Сім'я
Перший його шлюб був бездітним (ім'я та прізвище дружини невідомі). Вдруге одружився із Евою з Подфіліпських — донькою каштеляна Кам'янця Якуба Подфіліпського. Діти:
- Єжи (Юрій) Язловецький-Монастирський  (1510–1575) — п'ятий великий коронний гетьман Речі Посполитої в 1569–1575
- Анна — дружина Цьолка,[5] матір Миколая Бжеських[6]
- Друзяна (пом. 1570) — друга дружина галицького підкоморія Якуба Потоцького з Потока.